# Culture de la Lettonie

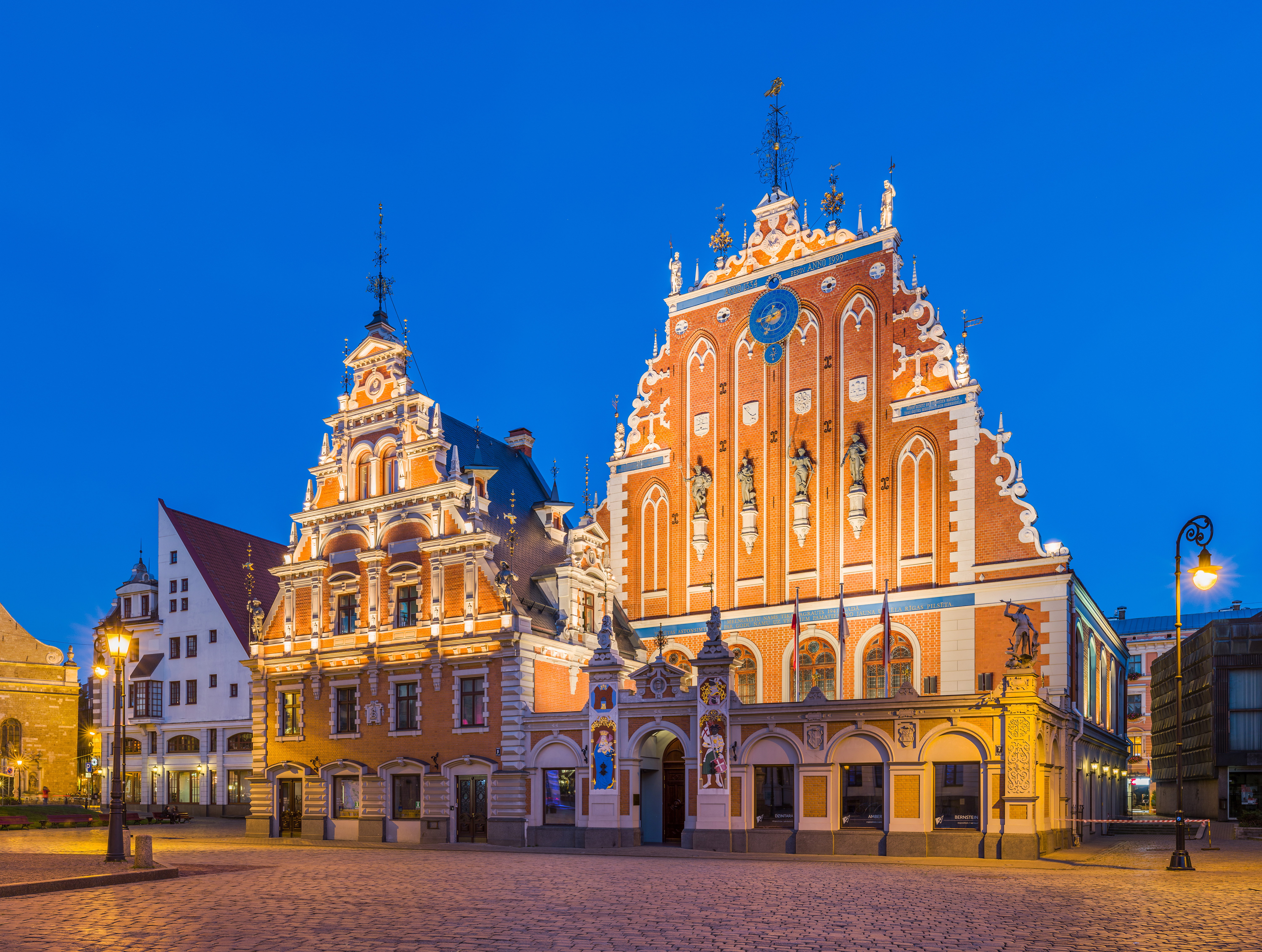
Maison des Têtes noires de Riga

La culture de la Lettonie, pays de l'Europe du Nord, désigne d'abord les pratiques culturelles observables de ses habitants (2 000 000, estimation 2017).

## Langues, peuples, cultures

### Langues
- Langues baltes, Langues baltes orientales
- Langues dans les pays baltes
- Langues en Lettonie, Langues de Lettonie
  - Langue officielle : letton (60-62 %)
  - Langues non officielles : curonien, latgalien, live (?) et diverses langues éteintes
  - Langues autres :
    - russe (35-37 %), biélorusse, polonais, ukrainien
    - romani baltique, yiddish, arménien, tatar, etc.
- Politique linguistique en Lettonie (en)
- Centre linguistique d'État
- Langue des signes lettone, Langue des signes russe

### Populations
- Baltes, Peuples baltes, Démographie de la Lettonie
- Groupes ethniques en Lettonie[1]
  - Latgaliens (Lettons), Lettons (61,8 %, 1 320 000), Lituaniens (1,2 %, 24 000), Lives (Livoniens, < 200)
  - Russes baltes ((34 % en 1989, 25,6 % en 2014, 520 000, Russes), Séloniens (Lettons), Sémigaliens (ethnie éteinte), Suiti (2 800)
  - Biélorusses (3,4 %, 65 000 en 2016), Minorité bélarusse en Lettonie (en)
  - Ukrainiens (2,3 %, 44 000 en 2016)
  - Estoniens de Ludza (0,1 %, 1 800)
  - Germano-Baltes (2 600)
  - Juifs (0,3 %, 5 000), Shoah en Lettonie, Ghetto de Riga
  - Orthodoxes vieux-croyants, Polonais de Latgale (2,1 %, 41 000, Polonais),
  - Roms (0,3 %, 5 300), Porajmos
  - Tatars baltiques
  - autres (2,8 %, 50 000), dont expatriés, réfugiés, apatrides
- (population éteinte en Lettonie : Votes, Kreevins (en), Vends (Latvia) (en))
- Diaspora lettone

## Traditions

### Religion(s)
- Religion en Lettonie, Religion en Lettonie (rubriques)
- Christianisme
  - Protestantisme
    - Luthéranisme (>700 000), Église évangélique-luthérienne de Lettonie
    - Anglicanisme (400 000)
    - Baptisme (6 600) en 2007), Méthodisme (750)
    - Évangélisme (3 000), Christianisme évangélique (rubriques), Watchmen on the Walls (en)
    - Église adventiste du septième jour (4 000)
    - Pentecôtisme (3 200)
    - Armée du salut (460)
    - Témoins de Jéhovah (290)
    - Autres

  - Église catholique en Lettonie (>400 000), Catholicisme en Lettonie (rubriques), Daugavgrīva Abbey (en)
    - Suiti (2 800)

  - Église orthodoxe de Lettonie (Patriarcat de Moscou) (370 000), Orthodoxie orientale en Lettonie
    - Orthodoxes vieux-croyants (35 000)
- Autres spiritualités
  - Bouddhisme (155)
  - Judaïsme (400), Histoire des Juifs en Lettonie, Musée juif de Lettonie[2]
  - Hindouisme en Lettonie (ru) (<2 000), Association internationale pour la conscience de Krishna
  - Islam en Lettonie (en) (2 000, dont 1 000 pratiquants) : Sunnisme, Ahmadisme
  - Néopaganisme, Congrès européen des religions ethniques, Néopaganisme balte (en)
    - (Lettonie) : Dievturība (650), (Māra (Mara (goddess) (en)), Laima)
    - (Lituanie) : Romuva
- Autres : Irréligion, agnosticisme, athéisme, indifférence

### Symboles
- Armoiries de la Lettonie, Drapeau de la Lettonie
- Dievs, Sveti Latviju, hymne national de Lettonie
- Autres[3]
  - Oiseau : Bergeronnette blanche
  - Insecte : Coccinelle à deux points
  - Fleur : pīpene ou Marguerite commune
  - Arbres : Tilleul, Chêne
  - Fleuve : Daugava, fleuve de la destinée
  - Monument : Piemineklis, monument de la Liberté
  - Devise : Tēvzemei un brīvībai (Pour la Patrie et la Liberté)

### Folklore et Mythologie
- Mythologie lettone, Mythologie lettone (rubriques)[4]
  - Mara (en), Dievas (en), Péroun, Laima, Ūsiņš, Saulė, Mārtiņš, Thekla, Lauma, Auseklis, Perkons...
  - Les chansons mythologiques lettons, traduction par Michel Jonval, Librairie Picart, Paris, 1929
  - Nissendorf, Légendes mythologiques lataviennes, 1892-1893
- Fêtes populaires :
  - Mārtiņi
  - Meteņi
  - Jurģi
  - Jāņi
- Archives du folklore letton[5]
- Fakelore, Livre de Vélès

### Croyances
- Rose de Turaida

### Pratiques
- Littérature orale
  - Comptines[6]
  - Contes[7]
  - Chants[8]
  - Proverbes[9]
- Fleur de fougère, La Nuit de la Saint-Jean (Gogol)
- Blue flower (en), Fleur bleue
- Fêtes des solstices et équinoxes, dont
- Midsummer, réjouissances du solstice d'été
- Jāņi, Jāņi cheese (en)
- Européade

### Fêtes
- Fêtes et jours fériés en Lettonie

| Date            | Nom français                                   | Nom local                                    | Remarques                                                      |
| --------------- | ---------------------------------------------- | -------------------------------------------- | -------------------------------------------------------------- |
| 1er janvier     | 1er de l'an                                    | Jaungada diena                               |                                                                |
| Vendredi saint  | Vendredi saint                                 | lielā piektdiena                             | Vendredi saint se dit lielā piektdiena : « le grand vendredi » |
| Lundi de Pâques | Lundi de Pâques                                | Otrās Lieldienas                             | Pâques se dit Lieldienas : « les grands jours »                |
| 1er mai         | Fête du travail                                | Darba svētki                                 |                                                                |
| 4 mai           | Indépendance de 1990                           | Neatkarības deklarācijas pasludināšana diena |                                                                |
| 23 juin         | Fête de Ligo                                   | Līgo svētki ou Zāļu diena                    | fête du solstice d'été qui s’enchaîne avec la Saint-Jean       |
| 24 juin         | Saint-Jean                                     | Jāņu diena                                   |                                                                |
| 18 novembre     | Fête nationale (proclamation de la république) | Latvijas republikas proklamēšana diena       | Ou le lendemain en cas de week-end                             |
| 25 décembre     | Noël                                           | Ziemassvētki : « fête de l'hiver »           |                                                                |
| 26 décembre     | Lendemain de Noël                              | Otrie Ziemassvētki                           |                                                                |
| 31 décembre     | Saint-Sylvestre                                | Vecgada diena                                |                                                                |

Les noms de Lieldienas et Ziemassvētki sont originaires de la mythologie lettone et repris par les missionnaires allemands lors de la christianisation.
Autres jours importants :
- 25 mars : Jour de la déportation de 43 000 Lettons vers les camps du Goulags de Sibérie
- 14 juin : Génocide soviétique dans la nuit du 13 au 14 juin 1941
- 17 juin : Journée d'occupation soviétique 1940
- 4 juillet : Journée du massacre juif dans la synagogue de la rue Gogol en 1941
- 11 août : Traité de paix de 1920 avec la Russie bolchévique
- 6 septembre : Jour de la reconnaissance par Moscou de la république de Lettonie en 1991
- 23 août : Journée de commémoration du Pacte germano-soviétique
- 10 novembre : Mārtiņi (Saint-Martin) qui marque le début de l'hiver et la fin de la saison laborieuse

## Société
- Démographie de la Lettonie
- Lettons
- Personnalités lettonnes par profession, Personnalités lettonnes
- Route commerciale de la Volga, Route commerciale des Varègues aux Grecs
- Classement international de la Lettonie (en)

### Famille
- Femmes en Lettonie
- Buy Bye Beauty (en) (2001)

#### Noms
- Patronymes lettons
- Prénoms lettons

### Éducation
- Éducation en Lettonie (en)
- Liste d'écoles en Lettonie (en)
- Liste des universités en Lettonie[10]
  - Faculty of Food Technology, Latvia University of Life Sciences and Technologies (en) (1948)
  - Studentu paradīze (en) (depuis 2007)
- Académie de musique de Lettonie (1919)
- Académie des beaux-arts de Lettonie (1919)
- Académie des sciences de Lettonie (1946)

- Liste des pays par taux d'alphabétisation
- Liste des pays par IDH

#### Éducation en français
- Institut Français de Lettonie[11] (Riga)
- Lycée Français de Riga[12]
- École Jules Verne[13] (école et collège, Riga)

#### Autres
- Rīgas Valsts 1. ģimnāzija
- École secondaire No. 13 de Riga
- École allemande[14]
- Lycée allemand[15]
- International School of Latvia (en) (ISL)[16]
- International School of Riga (en) (ISR)[17]
- Kings College school, British School of Latvia (BSL)[18]
- Baltic International Academy[19]
- École espagnole (projet), Centro Picasso[20]

### Droit
- Droits de l'homme en Lettonie
- La Lettonie sur le site d'Amnesty International
- Histoire LGBT en Lettonie (en)
- Droits LGBT en Lettonie
- Baltic Pride (en) (LGBT)
- Prostitution en Lettonie, Buy Bye Beauty (en) (2001)
- Non-citoyens de Lettonie

### État
- Histoire de la Lettonie
  - List of wars involving Estonia (en)
  - List of massacres in Latvia (en)
  - Guerre d'indépendance de la Lettonie (1918-1920)
  - Entente baltique (1934), Frères de la forêt (1940-1959)
  - Occupation et annexion des pays baltes (1939-1991)
  - Révolution chantante (1987-1990), Voie balte (1989), Les pays baltes se réveillent
  - Événements de janvier (1991)
  - On the Restoration of Independence of the Republic of Latvia (en)
  - Non-citoyens de Lettonie[21], Comité letton des droits de l'homme
- Nationalisme letton[22],[23]
- Panbaltisme
- Extrême-droite[24],[25],[26],[23]

### Emploi
- Arodnieks (1920) (en) (1920-1934)
- Confédération des syndicats indépendants de Lettonie (1990-)

### Divers
- Coût de la vie[27] : en décembre 2017, le salaire mensuel moyen serait de 1143 euros (contre 2900 en France).

## Arts de la table

### Cuisine(s)
- Cuisine lettone, Gastronomie lettone[28],[29],[30]

- Ingrédients
  - Blé, orge, seigle, sarrasin (griki), avoine
  - Chou, oignon, pomme de terre, betterave
  - Baies : Myrtille, Airelle rouge, Canneberge
  - Champignons
  - Œufs
  - Porc, poulet,
  - Poisson, frais, frit, fumé
  - Produits laitiers
    - Lait, Kéfir, Crème
    - Jāņi cheese (en)

  - Pommes, prunes, poires,
- Rupjmaize (en) (pain de seigle noir) (particulièrement Kelmeni)
- Kacha (gruau)
- Sorrel soup, Nettle soup (en), Bortsch
- Galette de pommes de terre
- Kohuke biezpiena sieriņš ou curd snack
- Sklandrausis (en)
- Rupjmaizes kārtojums (en)
- Pantāga (en)
- Piparkukas
- voir
  - Cuisine lituanienne, cuisine estonienne, Cuisine finlandaise
  - Cuisine polonaise, Cuisine russe, Cuisine ukrainienne
  - Cuisine allemande, cuisine juive ashkenaze

### Boisson(s)
Les consommations lettones sont variées :
- Eau de source
- Eaux minérales (Ķemeri, Baldone, Zaķumuiža)
- Jus de pommes, d'airelles, de canneberges, de bouleau, etc.
- Babeurre, Kéfir
- Cidre
- Bière[31] : Lacpiesis[32] (Lāčplēsis), Valmiermuiza[33]
- Kvas
- Vin letton[34], vin de Sabile[35],[36]
- Baume noir de Riga
- Thé, infusions, café…

Le grand nombre de bars, boîtes, clubs, fêtes, laisse supposer une grande consommation alcoolique, été comme hiver. Pourtant, le nombre encore plus important de commerces d'alcool (bière, vin, vodka, balzam, whisky…) en ville fait qu'ils sont généralement vides d'acheteurs visibles (au printemps 2017).

## Santé
- Santé, Santé publique, Protection sociale
- Santé en Lettonie (en), Santé en Lettonie (rubriques)
- Système de santé en Lettonie[37],[38]
- Northern Dimension Partnership in Public Health and Social Well-being (en)
- Latvian Medical Foundation
- List of hospitals in Latvia (en)
- Abortion in Latvia (en)
- Études de médecine en Lettonie[39],[40],[41]
- Musées à Riga
  - Musée d'histoire de la médecine[42],[43]
  - Musée de l'anatomie[44]
  - Musée de la pharmacie[45]
  - Musée du professeur Alexandrs Biezins[46]
- Liste des pays par taux de tabagisme (59/182)
- Liste des pays par taux de natalité (183/213)
- Liste des pays par taux de suicide (11/105)

### Activités physiques
- Pêche, chasse
- Marche, randonnée
- Course, course d'orientation, cross-country
- Gymnastique
- Athlétisme
- Biathlon, pentathlon moderne
- Natation, bain de glace
- Voile
- Cyclisme, BMX
- Promenade en bateau, voile
- Canoë, aviron
- Rallye automobile, motocross, formule 1
- Tennis
- Surf, planche à voile, kitesurf
- Sports d'hiver : ski, ski de fond, hockey sur glace, bandy, luge, bobsleigh, skeleton, curling, patin à glace, patinage artistique, voile sur glace, patinage de vitesse
- Sports d'équipe : football, basket-ball, rugby à XV, volley-ball, floorball, ultimate
- Simulateur de chute libre, Vertical wind tunnel (en)[47],[48]

### Sports
- Sport en Lettonie, Sport en Lettonie (rubriques)
- Sportif letton, Sportives lettones
- List of Latvian sportspeople (en)
- Hockey sur glace, List of Latvians in the NHL (en)
- Lettonie aux Jeux olympiques
- Lettonie aux Jeux paralympiques

### Arts martiaux
- Boxe, lutte,
- Judo, karaté, aïkido
- Javelot
- Escrime
- Musculation
- Haltérophilie
- Tir sportif
- Jeux paramilitaires
  - Ball-trap, Paintball, Airsoft, Archery tag, Speedball (paintball), MilSim
  - Sports extrêmes

### Autres
- Échecs
- Snooker (billard)

## Littérature
- Littérature lettone
- Écrivain lettons, List of Latvian women writers (en)
  - Poètes lettons, Dramaturges lettons
- Revues : Lituanus (en), Luna, Latvju Teksti
- Encyclopédie de la Lettonie : Latvijas Enciklopēdija
- La Lettonie en littérature occidentale francophone, ou plutôt une incompréhension dans un cadre flou :
  - Jules Verne, Un drame en Livonie (1904),
  - Georges Simenon, Pietr-le-Letton (1930), le premier roman policier de la série des Maigret,
  - Marguerite Yourcenar, Le Coup de Grâce (1938),
- Une anthologie de nouvelles récentes traduites : Cette peau couleur d'ambre (2004, P.U. de Caen)

### XVIIIesiècleetXIXesiècle
- Gotthard Friedrich Stender (en) (1714-1796)
- Andrejs Pumpurs (1841-1902), Lāčplēsis (1887)
- Anna Brigadere (1861-1931)
- Rainis Jānis Pliekšāns (1865-1929)
- Aspazija Elza Rozenberga (1865-1943)

### XXesiècleetXXIesiècle
- Aleksandrs Čaks (1901-1950)
- Eriks Ādamsons (1907-1946) (Hell's Kitchen, Manhattan)
- Austra Skujiņa (en) (1909-)
- Vizma Belsenica (1911-2005)
- Linards Tauns (en) (1922-1963)
- Gunārs Saliņš (en) (1924-2010) (Elles ķēķis, Hell's Kitchen artists)
- Regīna Ezera (1930-2002)
- Vizma Belševica (1931-2005), poétesse non traduite en français, citée parmi les possibles Prix Nobel de littérature,
- Ojārs Vācietis (1933-1983)
- Imants Ziedonis (1933-2013), poète et journaliste [49]lire en français : trad. Hélène Challulau, Gita Grīnberga
- Knuts Skujenieks (1936-)
- Alberts Bels (en) (1938-)
- Māris Čaklais (en) (1940-2003)
- Uldis Bērziņš (1944-)
- Jānis Rokpelnis (1945-), poète, scénariste et essayiste
- Klāvs Elsbergs (1959-1987)
- Laima Muktupāvela (en) (1962-)
- Inga Ābele (en) (1972-)[50],[51] : Nature morte à la grenade, Saute de vent
- Kārlis Vērdiņš (1979-)
- Jānis Joņevs (1980-)

## Média
- Média en Lettonie (rubriques)
- Journalistes lettons
- Télécommunications en Lettonie (en)
- Censure en Lettonie

### Presse
- Liberté de la presse en Lettonie
- Presse écrite en Lettonie (rubriques)

- Liste de journaux en Lettonie, Presse quotidienne en Lettonie (rubriques)
- Journaux actuels[52],[53],[54]
  - Diena (journal) depuis 1990
  - The Baltic Times, hebdomadaire ou quinzomadaire anglophone d'information générale sur les trois pays baltes[55]
  - Baltische Rundschau (de)[56] depuis 1994
- Journaux anciens en allemand[57]
  - Rigische Novellen (1680-1710)
  - Rigische Nachrichten (1681-1710)
  - Rigishce Anzeigen (1761-1852)
  - Mitausche Zeitung (1766-1916)
  - Rigische Politische Zeitung (1778-1889)
  - Rigasche Zeitung (1778-1919)[58]
  - Mitau(i)sche Anzeigen (1797-1824)
  - Rigasche Stadtblätter (1810-1910)
  - Livländische Gouvernements-Zeitung (1852-1917)
  - Goldingenscher Anzeiger (1875-1930)
  - Rigaer Tageblatt (1882-1915)
  - Düna Zeitung (1888-1909)
  - Rigasche Rundschau (de) (1894-1939)
  - Zeitung der Rigaschen Stadtpolizei  (1895-1913)
  - Windausche Zeitung (1901-1931)
- Journaux anciens en yiddish
  - Da Spiel (actif en 1931)
  - Segodnya (Riga) (en), journal juif de Lettonie (1919-1940)
- Journaux anciens en russe

### Radio
- Radio en Lettonie (rubriques)
- Public broadcasting of Latvia (en)
- List of radio stations in Latvia (en)

### Télévision
- Télévision en Lettonie (rubriques)
- Liste des chaînes de télévision en Lettonie
- Tour TV Riga

### Internet (.lv)
- Internet in Latvia (en)
- Presse en ligne, Meduza
- Delfi
- The Draugiem Group (en), Draugiem.lv (en)
- Censure en Lettonie
- Blogueurs lettons[59]
- Sites web lettons

## Artisanats
- Artisanat d'art, Artisanat par pays, Arts appliqués, Arts décoratifs
- Les métiers d'art en Lettonie[60]
- Boris Robertovich Vipper, L'Art letton (1940)
- Musées[61],[62],[63]

Les savoir-faire liés à l’artisanat traditionnel relèvent (pour partie) du patrimoine culturel immatériel de l'humanité. On parle alors de trésor humain vivant.
Mais une grande partie des techniques artisanales ont régressé, ou disparu, dès le début de la colonisation, et plus encore avec la globalisation, sans qu'elles aient été suffisamment recensées et documentées.
Parmi les références :
- Ornement letton / Latvju Rakski, bilingue français et letton, Riga, trois tomes, 1924-1931, réédition 1990
- Publications du Musée de l'histoire de Riga et de la navigation :
  - Mebelu kolekcija, collection de mobilier
  - Porcelana kolekcija, collection de porcelaines
  - Apgerbu kolekcija, collection de costumes
  - Ierocu kolekcija, collection d'armes
  - Muzicas instrumentu kolekcija, collection d'instruments de musique

### Design
- Designers lettons
- Musée de la mode (Riga)[64]

### Textiles, cuir, papier
- Habit traditionnel[65], Latviešu tautastērpi (lv),
- Nombreux tisserands
- Travail du lin
- Travail du cuir
- Moufles (mittèn) et gants tricotés en laine
- Lielvārdes josta (lv), ceintures traditionnelles

### Bois, métaux
Mobilier

### Poterie, céramique, faïence
- Pēteris Martinsons (lv) (1931-2013), le père du renouveau de la céramique lettone, dont un legs honore le Marc Rothko Art Centre (Daugavpils)
- Poterie lettonne (en), nombreux potiers et céramistes
  - Silivija Smikdena (1935-), Juta Rindina (1953-), Ilona Romule (1962-)
  - Elina Tintane (1978-), Sanita belite (1978-)
  - Ilona Sausa, Eleonora Pastare, Lilija Zeiler, Nellija Dzalba, Inguna Skuja, Valentins Petiko,
  - Latgale : Valdis Paulins, Eriks Kudis, Valentins Petjko, Evalds Vasilievskis…
  - Vidzeme : Peteris Gailums, Viktors Pankos, Antons Uspelis, Ilmars Vealis…
- Latvijas keramika (lv)
- Latgales keramika (lv), Baltic Raku de Daugavpils : Ilona Sausa, Liga Cible, Nellija Dzalba, Mairita Folkmane
- Baltars (en), porcelaine de Riga (1924-1930), avec musée en Vieille Ville
- Fabrique de porcelaine : Piebalga (Vidzeme)
- Rigas Porcelana Muzejs[66]

### Verrerie d'art
- Līvāni (Latgale) : nombreux artisans verriers, Musée du Verre Livanu Stilka Muzejs

### Joaillerie, bijouterie, orfèvrerie
- Bijoux en argent
- Bijoux en ambre[67], d'origine balte (ou de Kaliningrad)
- Bijoux Art Nouveau
- Bijoux fantaisie, en tissu, papier, bois...

## Arts visuels
- Arts visuels, Arts plastiques
- Écoles d'art par pays
- Artistes lettons
- Artistes contemporains lettons
- List of Latvian artists (en)
- List of Latvian women artists (en)
- Académie des beaux-arts de Lettonie
- Biennale internationale d'Art Contemporain de Riga (RIBOCA)[68], depuis 2016

### Dessin
- Dessinateurs lettons
- Graveurs lettons
- Illustrateurs lettons
- Affichistes lettons
- Auteurs lettons de bande dessinée

### Peinture
- Peinture lettonne (à créer)
- Peintres lettons

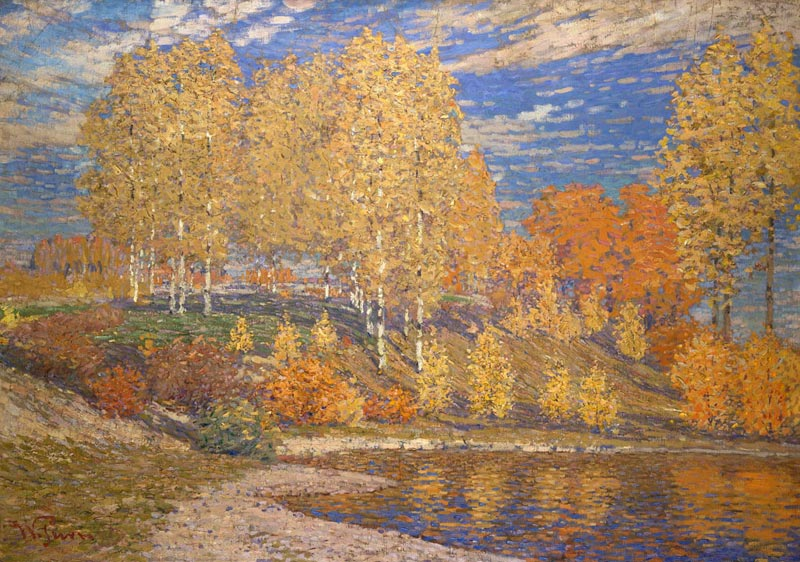
Pu, Soleil d'automne

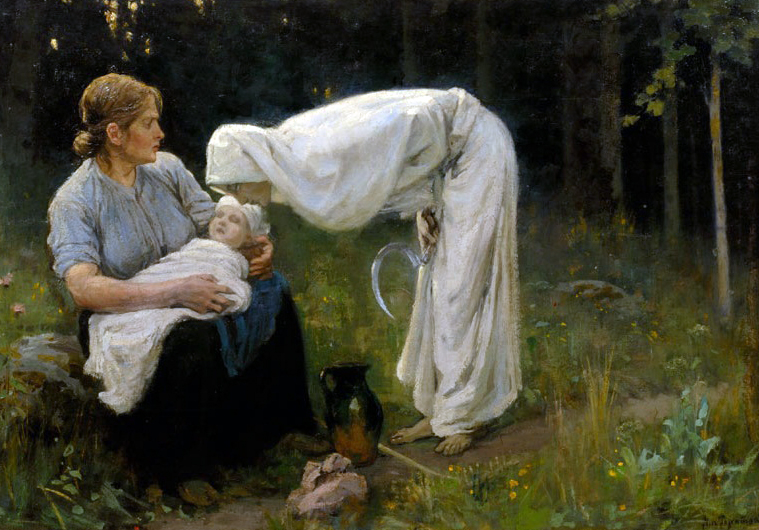
Janis Rozentāls, Nāve, 1897

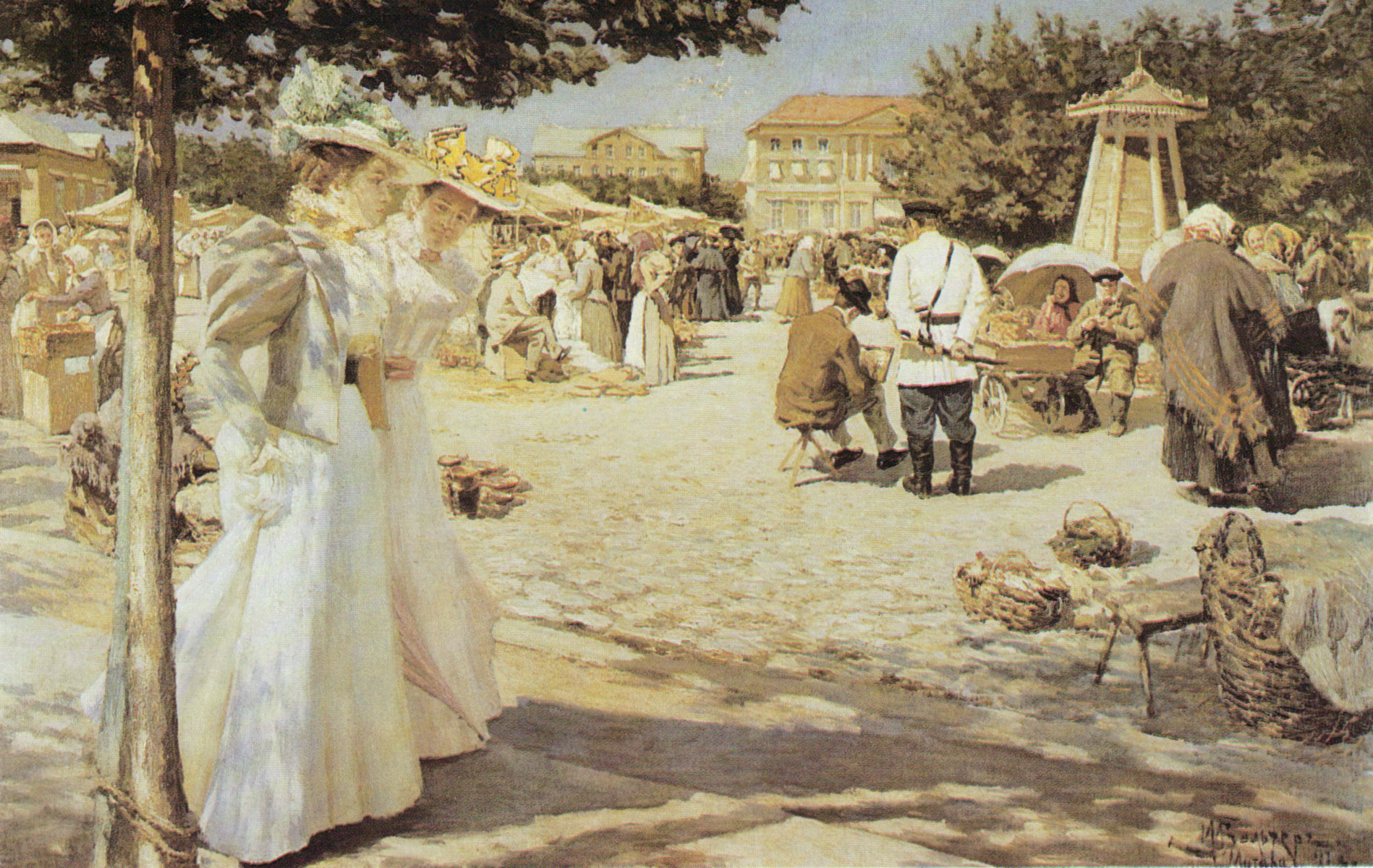
Johans Valters, Marché de Jelgava (1897)

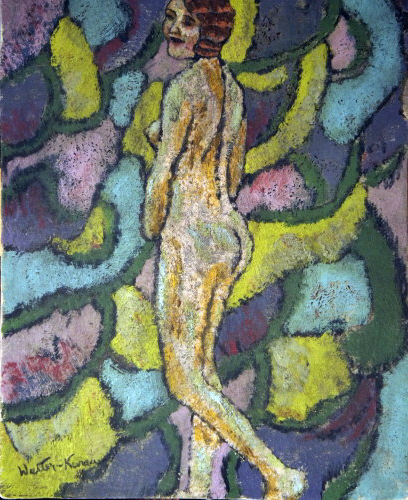
Johannes Walter-Kurau, 1920-1930, Nue debout

- List of painters from Latvia (en)

Deux ouvrages donnent une bonne synthèse récente des arts visuels lettons entre 1900 et 1935 :
- Dace Lamberga, Le modernisme classique : La peinture lettone au début du 20e siècle[69], 2005
- Suzanne Pourchier-Plasseraud[70], les Arts de la nation : construction nationale et arts visuels en Lettonie, 1905-1934[71], 2013

#### Période 1780-1915
- Jūlijs Feders (lv) (1838-1909)
- Vilhelms Purvītis (1872-1945)
- Janis Rozentāls (1866-1916)
- Jūlijs Madernieks (1870-1955)
- Johans Valters (lv) (1869-1932)
- Janis Kuga, Janis Roberts Tilbergs, Karlis Jaunsudrabim, Ansis Cirulis
- Kārlis Hūns (1830-1877)

#### Période 1915-1940
- Ģederts Eliass (1887-1975)
- Aleksandrs Drēviņš (1889-1936)
- Kārlis Johansons (lv) (1890-1929)
- Jāzeps Grosvalds (1891-1920)
- Konrāds Ubāns (1893-1981)
- Niklāvs Strunke (lv) (1894-1966)
- Jēkabs Kazaks (1895-1920)
- Gustav Klucis (1895-1930)
- Romans Suta (1896-1944)
- Janis Ferdinands Tidemanis (1897-1944)
- Mark Rothko (1903-1970), naturalisé américain, célébré par son Daugavpils Mark Rothko Art Center[72]
- Kārlis Padegs (1911-1940)
- Valdemars Tone, Oto Skulme, Romans Suta, Konrad Udans

#### Période 1915-1985
- Uga Skulme (lv) (1895-1963)
- Jānis Pauļuks (mākslinieks) (lv) (1906-1984)
- Edgars Vinters (1919-2014)
- Boriss Bērziņš (lv) (1930-2002)
- Egons Spuris (lv) (1931-1990)
- Maija Tabaka (1939-)
- Oto Skulme, Romans Suta, Jānis Liepiņš (virsnieks) (lv), Aleksandra Beļcova, principalement futuristes,
- Ludolf Liberts, Karlis Miesnieks, Sigismunds Vidbergs, principalement futuristes,
- Gustav Klucis, Karlis Johansons, plutôt constructivistes
- Januis Valters, Gedert Eliass, Konrad Ubans, Léo Svemp, Otomars Nemme, plutôt expressionnistes,
- Alberts Siszemnieks, Karlin Miesnieks, Hilda Vika, Ansis Cirulis, Janis Plase, Uga Skulme, plutôt expressionnistes,

#### Période 1985-2000
- Ilmārs Blumbergs (lv) (1943-2016)
- Aija Zarina (1954-)
- Andris Breže (lv) (1958-)
- Kristaps Gelzis (1962-)[73]
- Andris Breže (lv) (1958-)

#### Période actuelle
- Suņa sirds (mākslinieku grupa) (lv) (2002-2008)

### Sculpture
- Sculpture lettonne, Sculpture en Lettonie
- Sculpteurs lettons, Liste de sculpteurs lettons
  - 1900-1930 : Marta Skulme, Emils Melderis, Karlis Zale, Teodors Zalkalns SCU
  - Naums Āronsons, Kārlis Baumanis, Laimonis Blumbergs, Ļevs Bukovskis, Lea Davidova-Medene, Arta Dumpe, Burkards Dzenis
  - Indulis Folkmanis, Aivars Gulbis, Andrejs Jansons, Jānis Roberts Jansons, Kārlis Jansons (tēlnieks), Emīls Melderis
  - Miķelis Pankoks, Konstantīns Rončevskis, Nikolass Sēfrenss, Marta Skulme, Jozefs Slavičeks, Uldis Sterģis, Gustavs Šķilters
  - Leons Tomašickis, Kārlis Zāle, Teodors Zaļkalns, Jānis Zariņš (tēlnieks), Kārlis Zemdega, Ontons Zvīdris
- De la sculpture en Lettonie
- Lieux et monuments de Riga

### Architecture
- Architectes lettons, Liste d'architectes lettons
- Architecture en Lettonie, Architecture en Lettonie (rubriques)
- Architecture en Lettonie (en)
- Art nouveau à Riga, Alberta iela
- Urbanisme en Lettonie (rubriques)
- Bâtiments en Lettonie
- Monuments en Lettonie
- Châteaux en Lettonie
- List of palaces and manor houses in Latvia (en)
- List of castles in Latvia (en)
- Mikhaïl Eisenstein, un des architectes de l'art nouveau à Riga, est le père du réalisateur Sergueï Mikhaïlovitch Eisenstein.

### Photographie
- Photographes lettons
- Photographie en Lettonie
- Latvian Museum of Photography (en)
- Rīgas Fotogrāfijas biennāles[74],[75] depuis 2016

### Graphisme
- Graphistes lettons

### Autres
- Vitrail : Jēkabs Bīne (lv), Kārlis Brencēns (lv), Nora Cēsniece (lv), Ansis Cīrulis

## Arts du spectacle
- Spectacle vivant, Performance, Art sonore
- LaIPA (Latvian performers’ and Producers’ Association)

### Musique

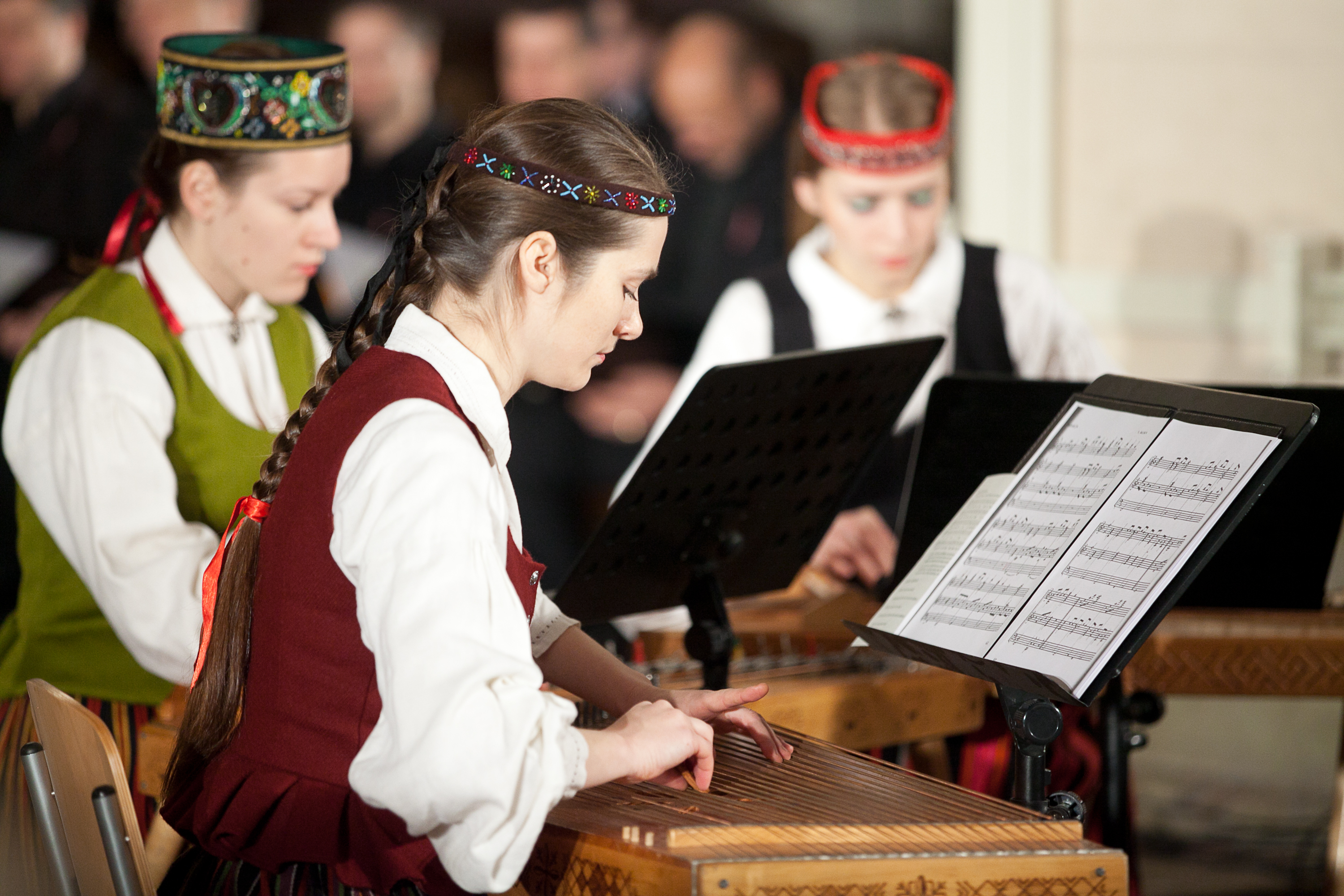
Culte œcuménique à la cathédrale protestante de Riga.

- Musique lettonne, Musique lettonne (rubriques)
- Musiciens lettons
- Compositeurs lettons, Liste de compositeurs lettons
  - Kārlis Baumanis (1835-1905), Andrejs Jurjāns (en) (1856-1922), Jāzeps Vītols (1863-1948),
  - Emīls Dārziņš (1875-1910), Jēkabs Mediņš (1885-1971),
  - Raimonds Pauls (1936-), Imants Kalniņš (1941-), Pēteris Vasks (1946-),
  - Imants Zemzaris (en) (1951-), Atis Stepiņš (lv) (1958-2013),
  - Rihards Dubra (1964-), Ēriks Ešenvalds (1977-), Vestards Šimkus (1984-)
- Chanteurs lettons, Chanteuses lettonnes
- Daina, chant traditionnel letton
- Archives du folklore letton[5]
- Académie de musique de Lettonie, Emīls Dārziņš Music School (en)
- Instruments
  - traditionnels : Arc musical letton ( spēles et pūšļa vijole), Stabule (en), Trīdeksnis (en), Kokles (en) (Baltic psaltery ou Ģīga), Ganurags (en), Dūdas (en), Birch trumpet (en) (taure)
  - modernes : Grand orgue de la cathédrale de Riga (en)
- Orchestres : Orchestre symphonique national de Lettonie, Orchestre symphonique de Liepāja (en)
- Chœurs : Chœur de la Radio lettone, Chœur de chambre Ave Sol de Riga
- Festivals musicaux :
  - Festival national letton des chants et de danses, depuis 1873, tous les cinq ans
  - Célébrations de chants et danses baltes depuis 1869, Festivals de chansons baltes
  - Positivus Festival (en) (rock)
  - Saulkrasti Jazz Festival (en)
  - New Wave (competition) (en) depuis 2002
  - Lettonie au Concours Eurovision de la chanson, Eirodziesma, Dziesma
  - Lettonie dans le Chœur de l'année de l'Eurovision (lv) depuis 2017
  - Orient, the Festival of Eastern Music (en)

La langue et la culture lettone avant le XIXe siècle étaient transmises par voix orale et principalement par le biais de petites chansons appelées Dainas. Cette partie du folklore letton n'a été que peu traduite. Krišjānis Barons (1835-1923) et Andrejs Jurjāns (en) (1856-1922) sont les plus célèbres des collecteurs.
La Lettonie organise tous les cinq ans un festival des chants et des danses depuis 1873, qui accueille 30 000 choristes à Rīga.
De nos jours, la Lettonie dont les habitants s'appellent eux-mêmes le peuple chantant est riche d'une importante production musicale et balaie tous les horizons. Cependant, la production musicale n'est pas vraiment vecteur d'échanges idéologiques ou de revendication dans la majeure partie des cas. Le thème le plus populaire reste celui de l'amour. Mais un peuple responsable de la (Révolution chantante).
Depuis 2000, Mariss Jansons (1943) chef d'orchestre et Gidon Kremer (1947) violoniste sont deux musiciens de renommée internationale.

### Danse
- Liste de danses, Danse traditionnelle
- Danse en Lettonie
- Danseurs lettons
- Chorégraphes lettons
- Troupes de danse
- Festivals : Festival national letton des chants et de danses, Célébrations de chants et danses baltes
- Lettonie au Concours Eurovision des jeunes danseurs
- Riga Salsa Festival (en) (depuis 2005)
- Laiks dejot[77] (Time to dance), International Contemporary Dance Festival (Riga, juin)

### Théâtre
- Improvisation théâtrale
- Théâtre letton (rubriques)[78]
  - Vie théâtrale dès 1900 à Riga, Jelgava, Ventspils, Valmeria, Liepaja
  - Théâtre allemand
  - Théâtre letton (523 représentations en 1901, 2283 en 1912)
  - Théâtre juif (en 1936-1937, 289 représentations de théâtre juif, pour 103 000 spectateurs)
  - Théâtre Paysan (1930-1940)
  - Théâtre de la Beauté, Dailes Teatres, 1920-
  - Théâtre intime (1924-1925)
  - Théâtre du Drame Russe (1921-)
  - Théâtre social-démocrate des ouvriers (1926-1934)
- Dramaturges lettons
- Pièces de théâtre lettonnes
- Metteurs en scène lettons
- Riga : Théâtre russe de Riga (1883), Théâtre National de Lettonie (1902), Théâtre Dailes (1920), Nouveau théâtre de Riga (1992)
- Hors Riga : Théâtre de Liepāja (1907), Théâtre Ādolfs Alunāns de Jelgava (1959), Théâtre de Daugavpils (1856, 1996), Théâtre dramatique de Valmiera (1923)
- Spēlmaņu nakts (1993) : récompense théâtrale
- Homo Novus[79], International Festival of Contemporary Theatre (Riga, septembre)

### Autres scènes: marionnettes, mime, pantomime, prestidigitation
- Arts de la rue, Arts forains, Cirque, Théâtre de rue, Spectacle de rue,
- Marionnette, Arts pluridisciplinaires, Performance (art)…

- Marionnettistes lettons
- Art letton de la marionnette[80]
- personnage ancien de Kipars,
- Jazeps Grosvalds (1891-1920), Ivan Roudenkov (1887-1950), Kristaps Linde (1881-1948)
- Julijs Lucis, Nikolajus Lejarkahns,
- Tina Hercderga (1921-2004), Arnolds Burovs,
- Théâtre de marionnettes de Lettonie (Latvijas Leļļu teātris, 1944)[81]

### Cinéma

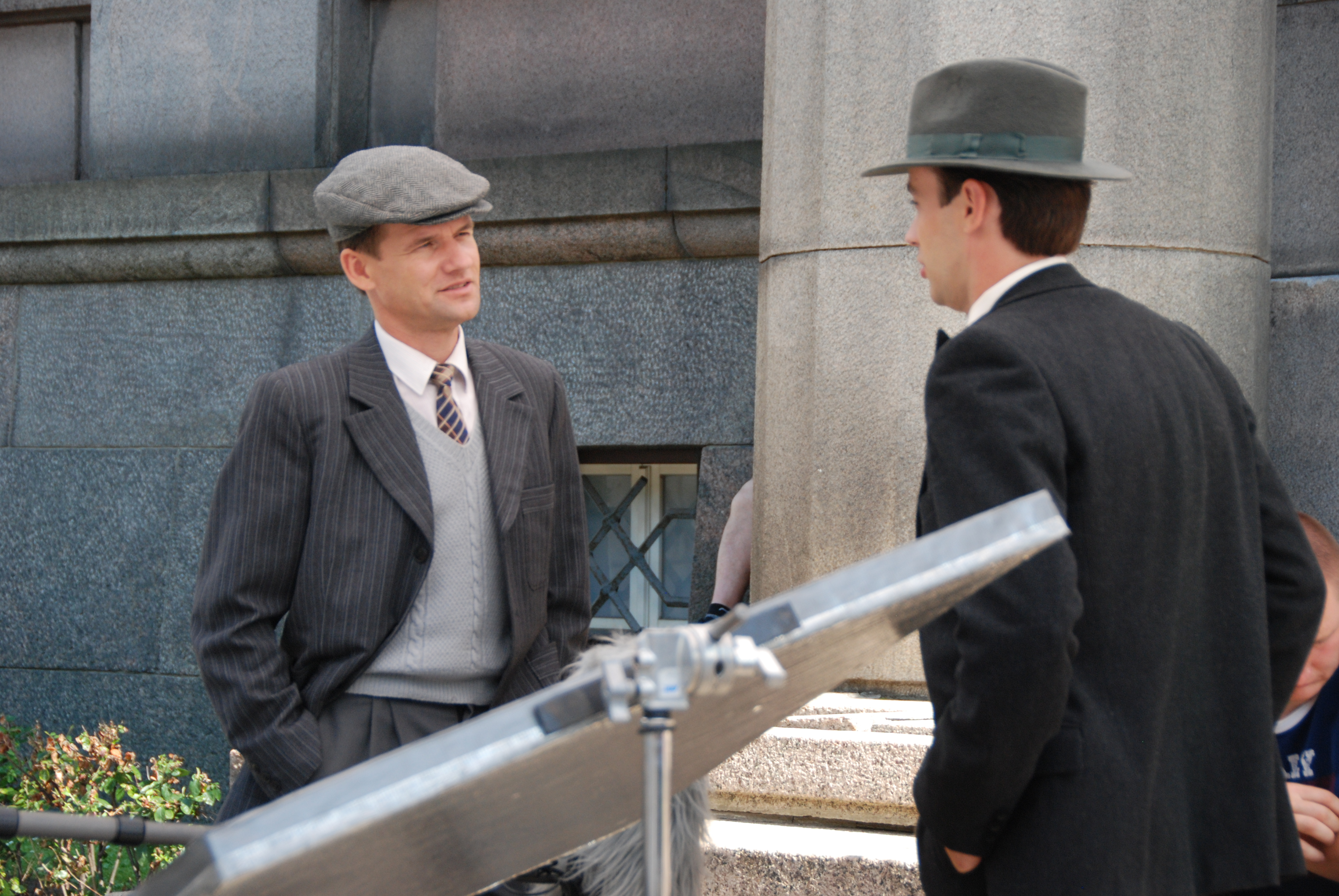
Tournage de Sapņu komanda 1935 (Dream team 1935) en 2012

- Cinéma letton, Cinéma letton (rubriques)
- Salles de cinéma : 85 en 1930, dont 31 à Riga; et 103 en 1939.
- Réalisateurs lettons, Scénaristes lettons
- Acteurs lettons, Actrices lettonnes
- Films lettons
- Liste chronologique des films lettons (en)
- Festivals de cinéma : Lielais Kristaps (1977), Festival de cinéma de Riga (es) (1986)[82], Riga International Film Festival 2ANNAS (en) (1996)[83], Baltic Sea Documentary Forum[84], Future Shorts Films Festival[85]
- Centre National du Cinéma de Lettonie, National Film Centre of Latvia[86]
- Prix du cinéma européen
- Cinevilla (en), à Pravinas (Tukums)

La Lettonie compte un grand réalisateur... russe, Sergueï Mikhaïlovitch Eisenstein, qui y est né en 1898 et qui est surtout connu pour Le Cuirassé Potemkine (1925). Son principal opérateur fut Édouard Tissé.
Le premier film tourné en Lettonie, en 1910, est un documentaire, réalisé par Aleksandrs Stanke.
Riga Film Studio (en letton : Rīgas kinostudija) est la plus vieille société de production cinématographique de Lettonie.

#### Réalisateurs lettons
- Pāvels Armands (1902-1964): Givre de printemps (Salna pavasarī, 1955) [89]
- Aloizs Brenčs (1929-1998) : Le long chemin dans les dunes (Ilgais ceļš kāpās, 1983)
- Oļģerts Dunkers (1932-1997) : Un détour après l'autre (Ceļa zīmes, 1969), Klav fils de Martin (Klāvs - Mārtiņa dēls, 1970), Attaque contre la police secrète (Uzbrukums slepenpolicijai, 1974)
- Rostislav Gorjaev (1934-2007) : Sur la piste (1964), Nocturne (1964), La confrontation (1973)
- Rolands Kalniņš (1922-) : Ilze (1959)[89], Tempête (Vētra, 1960), Sous terre (Pazemē, 1963), Je n'ai rien oublié, Richard (1966), L'affaire de Tseplis (1972)
- Varis Krūmiņš (1931-2004) : Les causes et les conséquences (Cēloņi un sekas, 1956), Le Fils du pêcheur (Zvejnieka dēls, 1957)[89], L'écho (Atbalss, 1959), Les héritiers de la route de guerre (Kara ceļa mantinieki, 1971)
- Leonīds Leimanis (1910-1974) : Nauris (1957), Le glaive et la rose (Šķēps un roze, 1959)[89], Edgars et Kristine (Purva bridējs, 1966), Chez la dame riche (Pie bagātās kundzes, 1969)
- Ada Neretniece (1924-2008) : Rita (1957), L'étrangère au village (Svešiniece ciemā, 1958)[89], Ton bonheur (Tava laime, 1960), Les Dupes (Pieviltie, 1961), Il est vivant (Viņš dzīvs, 1963), Le Serment d'Hippocrate (Hipokrāta zvērests, 1965), Le matin d'un long jour (Ilgās dienas rīts, 1968), Capitaine Jack (Kapteinis Džeks, 1972)
- Gunārs Piesis (1931-1996) : Merci pour le printemps (Kārkli pelēkie zied, 1961), On n'a plus besoin d' aller nulle part (Nekur vairs nav jāiet, 1964), À l'ombre de la mort (Nāves ēnā, 1971), Soufflez, les vents, soufflez ! (Pūt, vējiņi! 1973), Ton fils (Tavs dēls, 1978)
- Voldemārs Pūce (1906-1981) : Kaugurieši (1941), Le Temps des arpenteurs (Mērnieku laiki, 1968)
- Juris Podnieks (1950-1992): Est-il facile d'être jeune ? (Vai viegli būt jaunam?, 1986), La Fin de l’Empire (Impērijas gals, 1991)
- Laila Pakalniņa (1962-): L'Église (Baznīca, 1993), Le Ferry (Prāmis) 1994, It'll Be Fine (court-métrage, 2004)
- Jānis Streičs (1936-): Théâtre (Teātris, 1978), Limousine dans les couleurs de la nuit de la Saint-Jean (Limuzīns Jāņu nakts krāsā, 1981), Le Moulin fatal (Likteņdzirnas, 1997)
- Ivars Seleckis (1934) : Šķērsiela (1988)
- Aleksandrs Leimanis (1913-1990) : Les Serviteurs du Diable (Vella kalpi, 1970)
- Ansis Epners (1937-2003) : Je suis letton (Es esmu latvietis, 1990)

### Autres scènes: marionnettes, mime, pantomime, prestidigitation
Les arts mineurs de scène, arts de la rue, arts forains, cirque, théâtre de rue, spectacles de rue, arts pluridisciplinaires, performances manquent encore de documentation pour le pays …
Pour le domaine de la marionnette, la référence est : Arts de la marionnette en Lettonie, sur le site de l'Union internationale de la marionnette UNIMA).

### Autres
- Vidéo, Jeu vidéo, Art numérique, Art interactif
- Culture alternative, Culture underground

## Tourisme
- Tourisme en Lettonie (rubriques)[90],[91]
  - Go Blonde Festival (en) (2009)
- Tourisme en Lettonie
- Via Hanseatica[92] (Saint-Pétersbourg - Riga)
- Pan-European Corridor I (en)
- Rail Baltica
- Sur WikiVoyage
- Conseils aux voyageurs pour la Lettonie :
  - France Diplomatie.gouv.fr
  - Canada international.gc.ca
  - CG Suisse eda.admin.ch
  - USA US travel.state.gov

## Patrimoine
- List of castles in Latvia (en)
- List of palaces and manor houses in Latvia (en)
- Liste des routes nationales de Lettonie

### Musées
- Liste de musées en Lettonie

### Liste du Patrimoine mondial
Le programme Patrimoine mondial (UNESCO, 1971) a inscrit :
- Liste du patrimoine mondial en Lettonie

### Liste représentative du patrimoine culturel immatériel de l’humanité
Le programme Patrimoine culturel immatériel (UNESCO, 2003) a inscrit dans sa liste représentative du patrimoine culturel immatériel de l'humanité (au 10/01/2016) :
- 2008 : Festival national letton des chants et de danses (partagé avec l'Estonie et la Lituanie)[93]
- 2008 : L’espace culturel de Kihnu[94] :liste du patrimoine culturel immatériel de l'humanité en Lettonie.

### Registre international Mémoire du monde
Le programme Mémoire du monde (UNESCO, 1992) a inscrit dans son registre international Mémoire du monde (au 10/01/2016) :
- 2009 : La Voie balte - Chaîne humaine reliant trois États dans leur marche pour la liberté[95]
- 2001 : Dainu skapis - Cabinet de chants folkloriques - comme élément des Archives du Folklore Letton[96]